# Daniel Fuentes
Daniel Fuentes Borbat (* 17. Mai 1974 in Nueva Gerona, Kuba) ist ein ehemaliger kubanisch-uruguayischer Straßenradrennfahrer.
Daniel Fuentes gewann 1999 die achte Etappe bei der Rundfahrt Rutas de América. In den Jahren 2000, 2002 und 2003 gewann er jeweils eine Etappe bei der Vuelta Ciclista del Uruguay. 2004 war er bei zwei Teilstücken der Rutas de America erfolgreich. Im nächsten Jahr konnte er jeweils eine Etappe bei der Rutas de America und eine Etappe bei der Vuelta Ciclista del Uruguay für sich entscheiden. 2008 gewann er wieder ein Teilstück bei der Rutas de America, und 2009 wurde Fuentes uruguayischer Meister im Zeitfahren.

## Erfolge
1999
- eine Etappe Rutas de América

2000
- eine Etappe Vuelta Ciclista del Uruguay

2002
- eine Etappe Vuelta Ciclista del Uruguay

2003
- eine Etappe Vuelta Ciclista del Uruguay

2004
- zwei Etappen Rutas de América

2005
- eine Etappe Rutas de América
- eine Etappe Vuelta Ciclista del Uruguay

2008
- eine Etappe Rutas de América

2009
- Uruguayischer Meister – Einzelzeitfahren